# Arena 196
Arena 196 (auch mit dem Untertitel Zwischen Wende, Wahl und Wirklichkeit) ist ein im Oktober 2023 erschienener Kino-Dokumentarfilm.

## Inhalt
In dem Film werden fünf Kandidaten und eine Kandidatin im Bundestagswahlkreis Suhl – Schmalkalden-Meiningen – Hildburghausen – Sonneberg (Wahlkreis 196) während des Bundestagswahlkampfs 2021 begleitet. Frank Ullrich (SPD), Hans-Georg Maaßen (CDU), Sandro Witt (Die Linke), Gerald Ullrich (FDP), Stephanie Erben (Bündnis 90/Die Grünen) und Stefan Schellenberg (ÖDP) traten gegeneinander an. Der Kandidat der AfD verweigerte die Zusammenarbeit mit dem Filmteam.
Die Nominierung des umstrittenen ehemaligen Verfassungsschutz-Präsidenten Hans-Georg Maaßen als CDU-Direktkandidat für den Wahlkreis sorgte für weitreichende überregionalen, mediale Aufmerksamkeit.
Um den als rechtsaußen geltenden Maaßen zu verhindern, schaltete sich die Kampagnenplattform Campact in den Wahlkampf ein. Sie forderte die Kandidaten der Grünen und der Linken auf, sich auf einen gemeinsamen Kandidaten zu einigen. Als die Kandidaten dies zurückwiesen, gab Campact eine Umfrage in Auftrag und entschied aufgrund deren Ergebnis, dass der SPD-Kandidat Ullrich die besten Chancen hätte. In der Folge unterstützte Campact mit ihm erstmals einen Kandidaten direkt.
Der Film dokumentiert den Wahlkampf der Kandidaten unter diesen Voraussetzungen.

## Kritik
„Gemeinsam gegen rechts: Das ist manchmal leichter gesagt als getan. Welche Wunden die Idee schlägt, Georg Maaßen in Südthüringen als Bundestagsabgeordneten zu verhindern, zeigen Yvonne und Wolfgang Andrä in einem einfühlsamen Porträt der Menschen vor Ort.“

„Ein Verein will den Einzug des ehemaligen Verfassungsschutzpräsidenten in den Bundestag verhindern – und angeblich die Demokratie retten. Nun zeigt der großartige Dokumentarfilm ‚Arena 196‘, wie schwer solche Einmischungen die Demokratie beschädigen. Jede Schulklasse, jeder Erwachsene sollte ihn sehen.“

„„Der Film Arena 196 ist eine Liebeserklärung. An das Land Thüringen, was allein ja auch mal guttut. Vor allem aber an den demokratischen Diskurs.““